# Fauve Geerling
Fauve Celeste Geerling (Haarlem, 17 maart 1994) is een Nederlandse (stem)actrice, zangeres en danseres. Ze studeerde aan Lucia Marthas Institute for Performing Arts. In 2009 deed ze haar eerste televisie-ervaring op in Slot Marsepeinstein. Verder speelde ze ook in Dancing with the Stars, SpangaS en Van God Los. In 2017 speelde ze mee in het vierde seizoen van Ghost Rockers, een jeugdserie van Studio 100, als Jana Hartman.

## Filmografie

### Acteerrollen
- 2009 - Slot Marsepeinstein als Kaat
- 2013-2018 - Prinsessia als Prinses Violet
- 2014 - SpangaS als Lucy
- 2016 - Kosmoo, gastrol in aflevering De scheepslamp
- 2017 - Ghost Rockers als Jana Hartman (bijrol)
- 2024 - De Break-Up Club als Asha

### Stemrollen
- 2006 - Arthur & De Minimoys als Selenia
- 2011-201? - That's So Raven als Chantel en Nicole
- 2015 - ROX als Zita, in aflevering Falen is geen optie
- 2016-2018 - De Middelste van 7 als Jo
- 2017-2018 - Skylanders Academy als Claire Skylandersson, in seizoen 2-3
- 2018 - Knight Squad als Commander Umbala
- 2019-2022 - Groene eieren met ham als Klotz
- 2019-heden - Agent Binky als agent Nola
- 2020-2022 - Trollstopia als Minuet
- 2020-heden - Power Players als Zoe
- 2020 - 100% Wolf als Twitchy
- 2021 - What If...? als Christine Everhart
- 2021 - My Little Pony: Een nieuwe generatie als Izzy Moonbow
- 2021 - Thomas de stoomlocomotief: Race om de Sodor Cup als Carly
- 2021-heden - Spidey en zijn Geweldige Vriendjes als Electro
- 2021-heden - Go, Dog. Go! als Joekie Koekie
- 2021-heden - Thomas de stoomlocomotief: Alle locomotieven vooruit! als Carly
- 2022-heden - My Little Pony: Wees trouw aan jezelf als Izzy Moonbow
- 2022-heden - My Little Pony: Vertel je verhaal als Izzy Moonbow
- 2022 - Lightyear als overige stemmen
- 2022 - Thomas de stoomlocomotief: Het mysterie van de Uitkijkberg als Carly